# بطولة غينيا بيساو الوطنية 2003-04
بطولة غينيا بيساو الوطنية 2003-04 هو موسم من بطولة غينيا بيساو الوطنية. أشرف على تنظيمه اتحاد غينيا بيساو لكرة القدم، وكان عدد الأندية المشاركة فيه 12، وفاز فيه Sporting de Bissau ‏.